# Adalia bipunctata bipunctata
Adalia bipunctata bipunctata é uma subespécie de insetos coleópteros polífagos pertencente à família Coccinellidae.
A autoridade científica da subespécie é Linnaeus, tendo sido descrita no ano de 1758.
Trata-se de uma subespécie presente no território português.